# 若島幸右エ門
若島 幸右エ門（わかしま こうえもん、1872年（明治5年） - 1902年（明治35年）5月28日）は、京都府愛宕郡白川村（現・京都市左京区北白川）出身の大相撲力士。本名は西村 金次郎（一時中井姓）。身長175cm、体重114kg。主に大阪相撲で活躍し最高位は大関（大阪）前頭7枚目（東京）。

## 略歴
8代千田川に入門。玉ヶ関の名で1892年（明治25年）9月四段目に出たのが初見。二段目まで上がった後、1895年（明治28年）1月東京に加入。2代八角の門人となり若嶋 幸右エ門の名で幕下に付け出された。段違いの相撲ぶりで同年6月十両、翌1896年（明治29年）1月入幕を果たした。5月前頭7枚目まで上がり若島幸右エ門に改名し、5勝2敗2分の好成績を残すがこの場所限りで帰阪した。
同年9月張出前頭、1898年（明治31年）4月には小結に進む。この場所東京から若嶌大五郎が大阪に加入することとなり、初日から秀の海 幸右エ門と改めた。同年10月関脇、1899年（明治32年）6月大関昇進を果たした。
175cm114kg男前でキビキビした取り口は人気が高く若嶌（大）の好敵手として活躍するが、心臓病を患い大関3場所数え30歳で1901年（明治34年）5月限りで引退した。一代頭取秀の海となるも翌1902年（明治35年）5月28日数え31歳で急死。
実弟も玉ヶ関竹二郎と名乗り東京相撲で三段目まで進んだが、船の転覆により21歳で死去した。
幕内2場所　7勝6敗4分1休（東京）
幕内7場所　27勝13敗6分6預（大阪、明治30年9月以降）